# Металін-Фоллс (Вашингтон)
Металін-Фоллс (англ. Metaline Falls) — місто (англ. town) в США, в окрузі Понд-Орей штату Вашингтон. Населення — 272 особи (2020).

## Географія
Металін-Фоллс розташований за координатами 48°51′42″ пн. ш. 117°22′15″ зх. д. / 48.86167° пн. ш. 117.37083° зх. д. (48.861550, -117.370881).  За даними Бюро перепису населення США в 2010 році місто мало площу 0,56 км², з яких 0,55 км² — суходіл та 0,00 км² — водойми.

### Клімат
| Клімат : Металін-Фоллс  | Клімат : Металін-Фоллс | Клімат : Металін-Фоллс | Клімат : Металін-Фоллс | Клімат : Металін-Фоллс | Клімат : Металін-Фоллс | Клімат : Металін-Фоллс | Клімат : Металін-Фоллс | Клімат : Металін-Фоллс | Клімат : Металін-Фоллс | Клімат : Металін-Фоллс | Клімат : Металін-Фоллс | Клімат : Металін-Фоллс | Клімат : Металін-Фоллс |
| Показник                | Січ.                   | Лют.                   | Бер.                   | Квіт.                  | Трав.                  | Черв.                  | Лип.                   | Серп.                  | Вер.                   | Жовт.                  | Лист.                  | Груд.                  | Рік                    |
| Абсолютний максимум, °C | 9,4                    | 13,9                   | 21,7                   | 30,6                   | 36,7                   | 36,7                   | 40,0                   | 42,2                   | 35,6                   | 30,6                   | 15,0                   | 12,8                   | 42,2                   |
| Середній максимум, °C   | −1,2                   | 2,9                    | 8,3                    | 14,9                   | 20,3                   | 23,6                   | 28,8                   | 27,9                   | 22,7                   | 14,0                   | 4,2                    | 0,2                    | 13,9                   |
| Середній мінімум, °C    | −8,6                   | −6,9                   | −3,8                   | −0,3                   | 3,9                    | 7,2                    | 9,2                    | 8,3                    | 5,2                    | 1,5                    | −2,8                   | −5,7                   | 0,6                    |
| Абсолютний мінімум, °C  | −33,9                  | −33,3                  | −22,8                  | −17,2                  | −5,6                   | −2,2                   | −0,6                   | 0,6                    | −6,7                   | −18,3                  | −21,1                  | −31,1                  | −33,9                  |
| Норма опадів, мм        | 76                     | 58                     | 54                     | 46                     | 60                     | 69                     | 32                     | 27                     | 43                     | 67                     | 79                     | 85                     | 695                    |
| Днів з опадами          | 14                     | 12                     | 12                     | 10                     | 11                     | 12                     | 6                      | 6                      | 7                      | 11                     | 13                     | 15                     | 129,0                  |
| ----------------------- | ---------------------- | ---------------------- | ---------------------- | ---------------------- | ---------------------- | ---------------------- | ---------------------- | ---------------------- | ---------------------- | ---------------------- | ---------------------- | ---------------------- | ---------------------- |
| Джерело:                |                        |                        |                        |                        |                        |                        |                        |                        |                        |                        |                        |                        |                        |

## Демографія
Згідно з переписом 2010 року, у місті мешкало 238 осіб у 124 домогосподарствах у складі 54 родин. Густота населення становила 426 осіб/км².  Було 206 помешкань (369/км²).
Расовий склад населення:
| - 94,5 % — білих - 2,1 % — корінних американців - 0,8 % — азіатів - 0,4 % — чорних або афроамериканців |

До двох чи більше рас належало 2,1 %. Частка іспаномовних становила 1,7 % від усіх жителів.
За віковим діапазоном населення розподілялося таким чином: 20,6 % — особи молодші 18 років, 61,3 % — особи у віці 18—64 років, 18,1 % — особи у віці 65 років та старші. Медіана віку мешканця становила 48,3 року. На 100 осіб жіночої статі у місті припадало 91,9 чоловіків;  на 100 жінок у віці від 18 років та старших — 98,9 чоловіків також старших 18 років.
Середній дохід на одне домашнє господарство  становив 32 505 доларів США (медіана — 25 729), а середній дохід на одну сім'ю — 49 252 долари (медіана — 35 750). За межею бідності перебувало 19,9 % осіб, у тому числі 16,7 % дітей у віці до 18 років та 1,9 % осіб у віці 65 років та старших.
Цивільне працевлаштоване населення становило 43 особи. Основні галузі зайнятості: освіта, охорона здоров'я та соціальна допомога — 20,9 %, виробництво — 18,6 %, фінанси, страхування та нерухомість — 14,0 %, транспорт — 11,6 %.